# Маркијан
Флавије Маркијан или Маркијан (рођен око 390. године, умро јануара 457) био је источноримски (византијски) цар од 450. до своје смрти.
Маркијан је био рођен у Тракији или у Илирику. Био је обичан војник. Ратовао је против Персијанаца и Вандала. 431. Маркијана су заробили Вандали; био је изведен пред краља Гејсериха, али је био ослобођен уз обећање да се више неће борити против Вандала.
Због подршке својих заповедника, Маркијан је напредовао, постао је заповедник гарде, а онда, постепено, ушао је у ранг сенатора. Након смрти Теодосија II Маркијана је сестра преминулог цара, Пулхерија, позвала да се побрине о Царству које су тада жестоко пљачкали Хуни.
Чим је постао цар, Маркијан је одбио да плаћа понижавајући данак Хунима који је Теодосије II увео да би умилостивио ове варваре. Ипак, Атила није напао Византију, свестан да не може освојити Цариград. Уместо напада на Византију, он се окренуо Западу и то је довело до великих ратова у Галији и Италији 451. и 452. године. За то време, Византија је била остављена на миру.
Маркијан је обновио финансије, забранио велико трошење новца. Одбио је нападе на Сирију и Египат, као и што је успео да учврсти византијски положај према Јерменију. Током Четвртог васељенског сабора у Халкедону Маркијан се трудио да посредује међу посвађаним епископима.
Маркијан се у основи није бавио догађајима на Западу, остављајући га његовој тешкој судбини. Није помогао Западу током напада Атиле, а остајући веран обећању датом Гејсериху, није реаговао ни када су Вандали опљачкали Рим 455. године.
Непосредно пред Атилину смрт, 453. године, поново је почео сукоб између Византије и Хуна. Али, Атила је умро пре него што је успео да поведе рат на Византију. У Маркијановом сну Атилина стрела се преломила, а после неколико дана он је добио вест о томе да је Атила умро.
Маркијан је умро почетком 457. године, можда је била у питању гангрена.
Упркос краткој владавини, Маркијан се сматра једним од најбољих раних царева Византије.

## Благочестиви цар Маркијан и царица Пулхерија
Православна црква прославља цара Маркијана и његову жену, царицу Пулхерију, као заштитнике вере православне.
Под царским покровитељством одржан је Четврти васељенски сабор у Халкедону 451. године, на којем је осуђена Евтихијева јерес — монофизитство.
Прослављају се 17. фебруара по јулијанском календару.